# Earl Cooper
Earl Cooper (ur. 2 grudnia 1886 roku w Broken Bow, zm. 22 października 1965 roku w Atwater) – amerykański kierowca wyścigowy.

## Kariera
W swojej karierze Cooper startował głównie w Stanach Zjednoczonych w mistrzostwach AAA Championship Car oraz towarzyszącym mistrzostwom słynnym wyścigu Indianapolis 500, będącym w latach 1923-1930 jednym z wyścigów Grandes Épreuves. W trzecim sezonie startów, w 1913 roku sześciokrotnie stawał na podium, w tym pięciokrotnie na jego najwyższym stopniu. Z dorobkiem 2710 punktów zdobył tytuł mistrzowski. Dwa lata później zdołał obronić mistrzowski tytuł. Ponownie odniósł pięć zwycięstw oraz dziewięć razy stawał na podium. W tym samym roku ukończył wyścig Indianapolis 500 na czwartej pozycji. W 1917 roku wygrywał łącznie czterokrotnie i pięciokrotnie stawał na podium. Uzbierane 1095 punktów pozwoliło mu ponownie zdobyć tytuł mistrzowski. Do ścisłej czołówki mistrzostw Cooper powrócił w 1924 roku, kiedy stanął na drugim stopniu podium w Indianapolis 500. Poza tym odniósł jedno zwycięstwo i dwukrotnie stawał na podium. Uzbierał łącznie 1240 punktów, co sklasyfikowało go na drugim miejscu. Rok później zakończył sezon na piątej pozycji.
Amerykanin pojawiał się także w stawce kilku wyścigów europejskich. W 1927 roku stanął na najniższym stopniu podium Grand Prix Włoch.